# Guglia

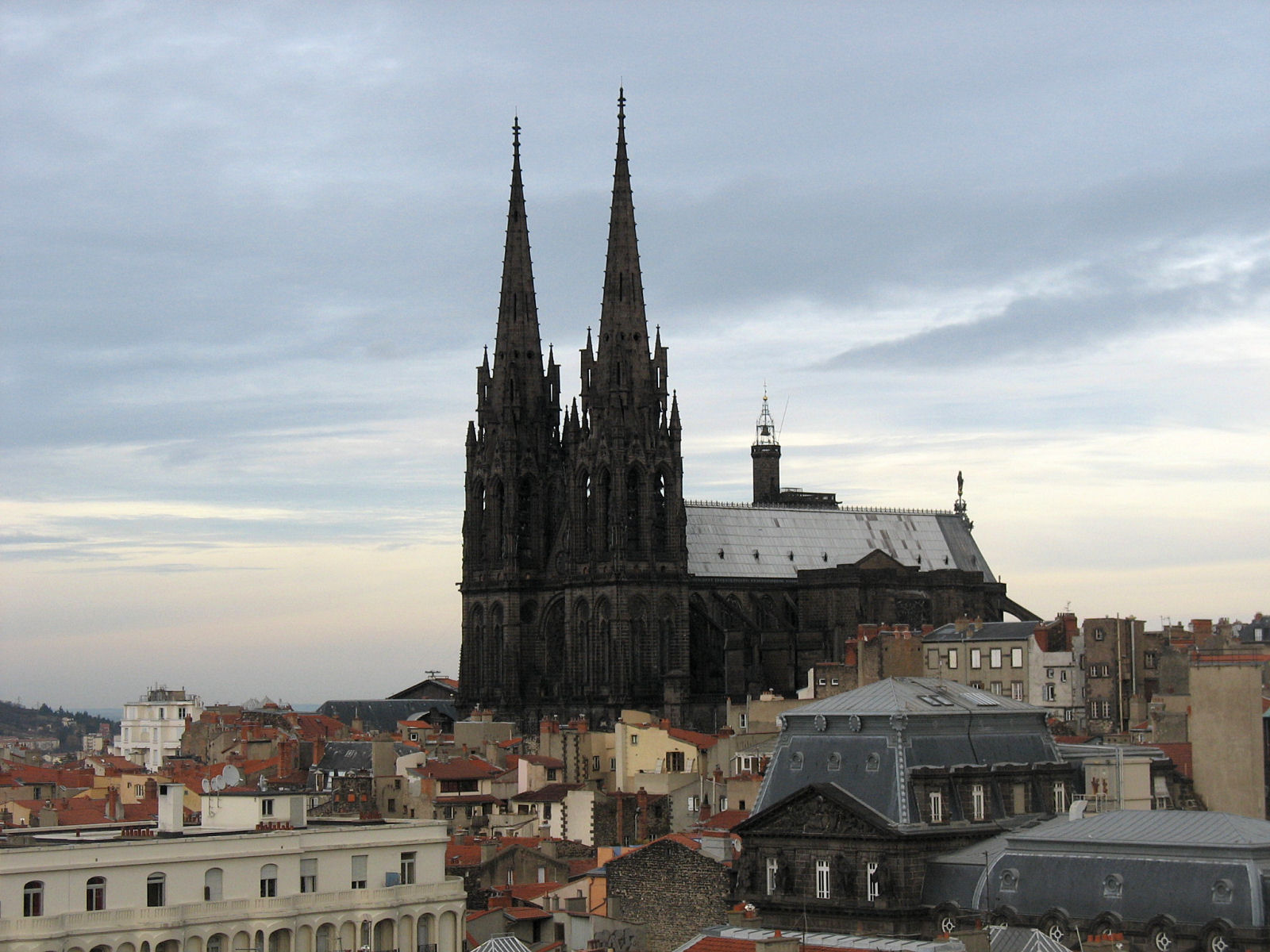
Guglie della Cattedrale di Clermont-Ferrand, Francia

La guglia (con aferesi dal desueto aguglia, dal latino parlato *acuculam, diminutivo di acus, 'ago') è un elemento architettonico decorativo a forma piramidale, alta e sottile, usata come ornamento nelle coperture delle chiese, campanili, torri, ecc. La guglia è un elemento tipico, ma non esclusivo, dell'architettura gotica.

## Il pinnacolo
Se è la continuazione di un pilastro, la guglia si chiama pinnacolo. Il pinnacolo ha solitamente una funzione strutturale (anche se nel tempo è andato perdendola), in quanto il suo carico è mirato a deviare verso il basso le spinte orizzontali provocate dall'appoggio di un arco o di una volta.

## Laflèche

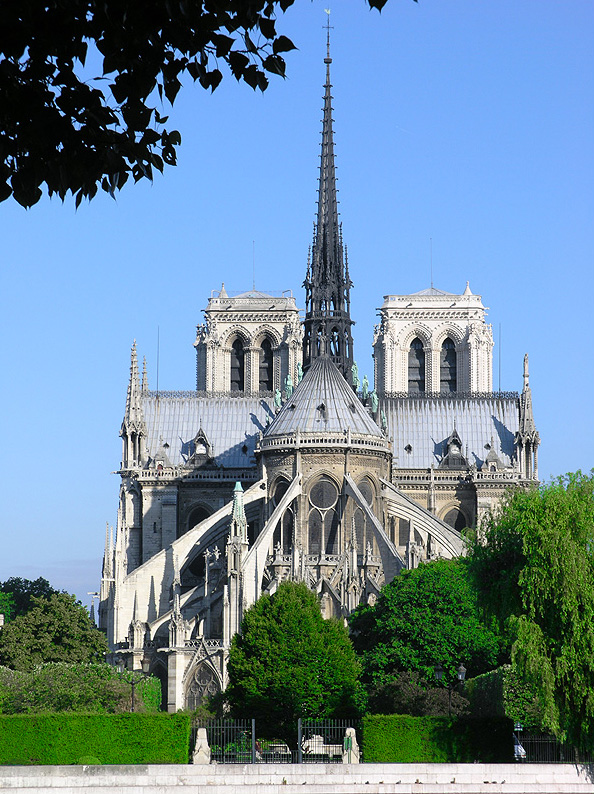
Flèche della Cattedrale di Notre-Dame di Parigi prima dell'incendio del 15 aprile 2019

La parola francese flèche (freccia) tradizionalmente si riferisce a quelle particolari guglie poste nella crociera delle cattedrali e rappresenta un elemento caratteristico dell'architettura gotica della Francia e di quei paesi che abbracciarono direttamente l'influsso di questo stile. Generalmente è composta di un'ossatura lignea rivestita di piombo o di rame, ed è generalmente di fattura ricca, leggera, ornata talora di elementi in ferro battuto.
La flèche più grande mai realizzata al mondo è quella della Cattedrale di Rouen, in Francia, che eretta in ghisa alla fine del XIX secolo arriva a un'altezza di 96 metri. La guglia della cattedrale di Notre-Dame a Parigi, ricostruita in stile neogotico nel 1858-1859 su progetto di Eugène Viollet-le-Duc, in luogo dell'originale duecentesca demolita nel 1792, è andata completamente distrutta in un incendio divampato il 15 aprile 2019.